# Hülya Düber
Hülya Düber (nascida a 5 de Julho de 1978) é uma política alemã que foi eleita membro do Bundestag pelo CDU/CSU em 2025. Em 2018 foi escolhida como conselheira distrital da Baixa Francónia. Estudou Direito pela Universidade de Würzburg.